# Alessandro Nista
Ne doit pas être confondu avec Alessandro Nesta.
Alessandro Nista, né le 10 juillet 1965 à Collesalvetti, est footballeur et entraîneur italien, évoluant en tant que joueur au poste de gardien de but.

## Biographie
Alessandro Nista est né le 10 juillet 1965 à Collesalvetti dans la province de Livourne. Son fils Lorenzo pratique à haut niveau le fleuret, une des armes de l'escrime.

### Carrière sportive
Commençant sa carrière au SC Pise, c'est avec ce club que Nista dispute ses premiers matchs de Serie A. Après un passage de quelques mois à Leeds United où il ne joue pas, il est titulaire durant quatre ans à l'US Ancône 1905.
En 1995-1996, Nista devient le remplaçant de Luca Bucci, le gardien international de Parme. En raison d'une blessure à une clavicule de Bucci qui l'empêche d'être présent plusieurs semaines, Nista dispute un match de championnat. Par la suite, Nista est relégué sur le banc pour faire place à un espoir du club, Gianluigi Buffon. Une fois rétabli, Bucci reprend son poste. Nista dispute un deuxième match avec Parme durant son passage dans ce club. En 1999, Nista rejoint le Torino où il arrête sa carrière en 2001.
Après sa carrière, Nista devient entraîneur de gardiens et commence à ce poste au Torino. Il s'occupe de Buffon lors de son passage à la Juventus en 2009-2010.

### Palmarès
Il est champion de Serie B avec le SC Pise lors de la saison 1984-1985 et remporte la Coupe Mitropa en 1988 contre le club hongrois du Vasas Izzo SC.
Il passe par Leeds en Angleterre en 1990, année où le club est champion de seconde division.
Avec le Parme AC, il remporte son titre le plus important, la coupe UEFA, en 1999 en battant l'Olympique de Marseille en finale. Il remporte également la coupe d'Italie la même année contre la Fiorentina.
Il est champion de Serie B pour la seconde fois de sa carrière en 2001 avec le Torino FC.